# Referentno djelo
Referentno djelo je knjiga ili periodično izdanje, u tiskanom ili digitalnom obliku,  na koje se može referirati za potvrđene činjenice. Referentna djela mogu biti enciklopedija, leksikon, rječnik, gramatika, pravopis, priručnik, povijesni pregled, klasično djelo znanosti/kulture, arhivska građa i sl.